# هاري داونز
هاري داونز (بالإنجليزية: Harry Downes)‏ هو لاعب كرة قدم أمريكية أمريكي، ولد في 3 أغسطس 1910، وتوفي في 5 فبراير 1970.